# Cinephonie
Cinephonie  (Valse brillante de Chopin) è un cortometraggio del 1936 diretto da Max Ophüls.